# Sativum
Sativum (lat. neutrum für kultiviert, gezüchtet) – häufig auch in der männlichen (sativus) oder weiblichen Form (sativa) – ist in der Botanik ein Artepitheton, das bestimmte Nutzpflanzen bezeichnet.
Eine große Anzahl an Beispielen findet sich in der Liste der Gemüse, aber auch andere Kulturpflanzen wie Crocus sativus, Castanea sativa oder Cannabis sativa tragen diesen Artzusatz.